# Гераки (Урумлък)
Гераки или Йераки (на гръцки: Γεράκι, катаревуса Γεράκιον, Геракион) е бивше село в Република Гърция, дем Александрия, област Централна Македония.

## География
Селото е било разположено в областта Урумлък (Румлуки), на 4 km северозападно от Мелики.

## История
През първата половина на XV век в поземлен регистър към тимара на Хамза и Нусрет – ловци на мечки, са описани и селата Апостол и Текюр Бунаръ, което вероятно е Гераки, които преди това били мюлк на Иса бей, син на Евренос бей.
Александър Синве („Les Grecs de l’Empire Ottoman. Etude Statistique et Ethnographique“) в 1878 година пише, че в Йераки (Yéraki), Берска епархия, живеят 50 гърци.
В 1900 година според Васил Кънчов („Македония. Етнография и статистика“) в Ераки живеят 35 гърци християни. Същите данни дава и секретарят на Българската екзархия Димитър Мишев („La Macédoine et sa Population Chrétienne“), според когото в 1905 година в Ераки (Eraki) има 35 гърци.
През Балканската война в 1912 година в селото влизат гръцки части и след Междусъюзническата в 1913 година Гераки остава в Гърция. Селото в 1918 година става част от община Мелики.
В 1922 година в селото са заселени гърци бежанци. В 1928 година Гераки е чисто бежанско селище с 19 бежански семейства и 63 жители бежанци.
Селото е обезлюдено в 30-те години при мелиоративните дейности в района и жителите му се заселват в Мелики, където образуват отделна махала Гераки в западния край на селото.
| Година    | 1913 | 1920 | 1928 | 1940 | 1951 | 1961 | 1971 | 1981 | 1991 | 2001 | 2011 | 2021 |
| --------- | ---- | ---- | ---- | ---- | ---- | ---- | ---- | ---- | ---- | ---- | ---- | ---- |
| Население | 56   | 23   | 76   |      |      |      |      |      |      |      |      |      |